# Nippleshield

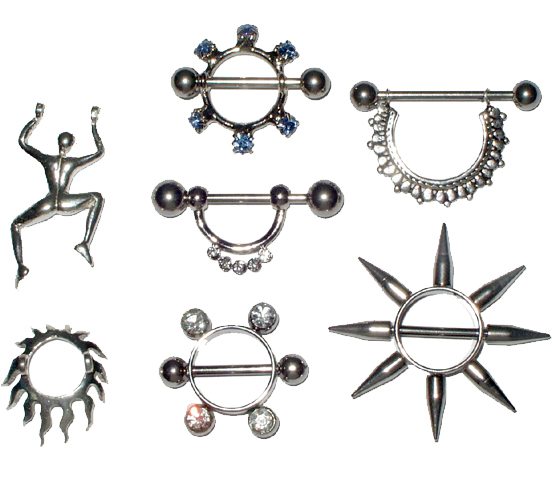
Nippleshields, verschiedene Formen

Ein Nippleshield ist ein Schmuckstück, welches in Verbindung mit einem Brustwarzenpiercing getragen werden kann.

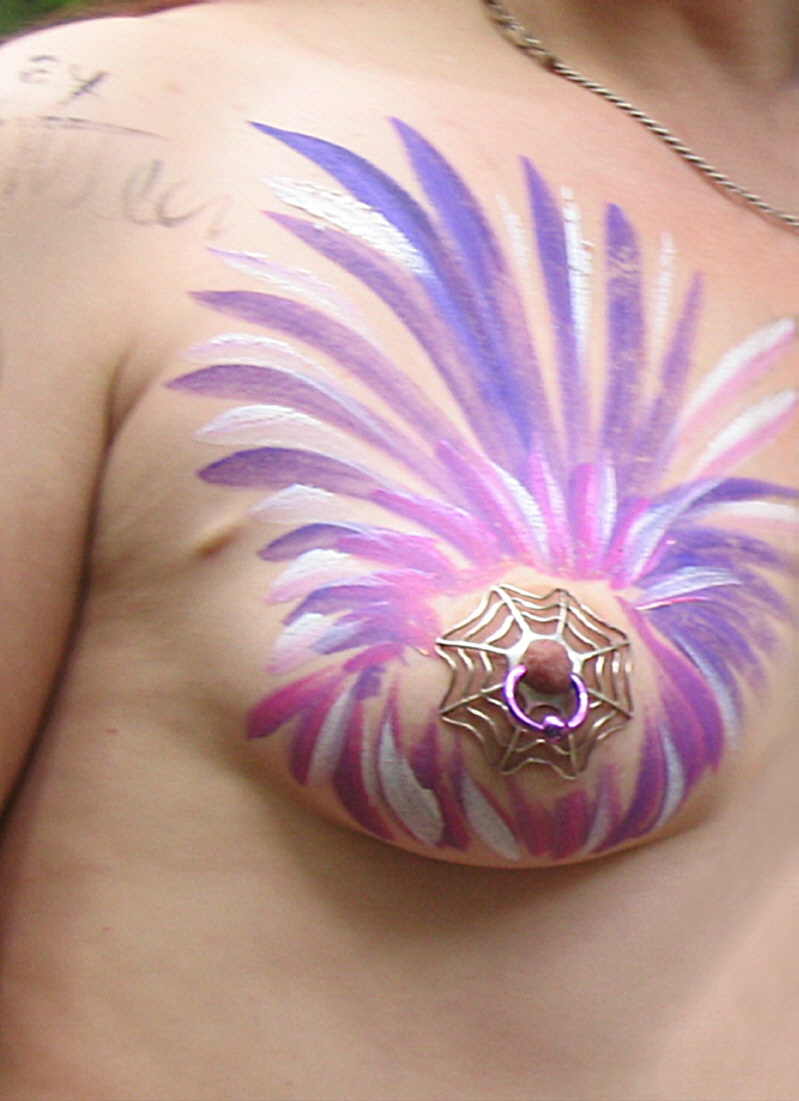
Bemalte Brust mit Nippleshield

Es existieren diverse Formen. Oft sind Nippleshields rund oder halbrund und bedecken die Areola. Sie stellen zwar nicht selbst Piercings dar, da sie aber ausschließlich in Verbindung mit einem solchen getragen werden, werden sie zum Piercingschmuck gezählt.
Größere Bekanntheit erlangte dieser Schmuck durch einen Zwischenfall während des Super Bowls 2004 in den USA. Als während eines Auftritts Janet Jacksons Brust entblößt wurde, trug sie einen Nippleshield um ihr Brustwarzenpiercing. Dieser Schmuck war es auch, der sie vor Strafverfolgung bewahrte, da in den USA das öffentliche Zeigen der unbedeckten weiblichen Brust bei Strafe verboten ist. Durch den Shield galt die Brust jedoch nicht als unbedeckt. Der Vorfall wurde als Nipplegate-Skandal bekannt.